# Bianca Gismonti
Bianca Gismonti (Rio de Janeiro, 1982) é uma pianista e compositora brasileira.

## Biografia
É filha do pianista, violonista e compositor Egberto Gismonti e da atriz Rejane Medeiros.
Aos nove anos iniciou os estudos de piano e teoria musical e já aos 15 começava a tocar com o pai e o irmão violonista, Alexandre Gismonti, pelos palcos do mundo. Aos 18, entrou no curso de bacharelado em piano na Universidade Federal do Rio de Janeiro, e antes dos 20, vivenciou a magnitude do palco com a amiga atriz Leandra Leal e com a pianista Claudia Castelo Branco, com quem criou o duo de pianos Duo Gisbranco. Em dez anos de carreira foram dezenas de viagens, turnês internacionais, três CDs lançados, um DVD coproduzido pelo Canal Brasil e parceria com músicos como Chico César, Jaques Morelenbaum, Carlos Malta, Marcos Suzano e Mônica Salmaso.
O encontro com o baterista e marido Julio Falavigna, em 2009, levou Bianca a explorar a fundo seu caminho como compositora. Fruto dessa travessia, após oito anos de carreira com o Gisbranco, lançou o primeiro e elogiado disco solo, Sonhos de Nascimento (Biscoito Fino, 2013), com a presença de nomes como Naná Vasconcelos, Yuri Popoff e Vittor Santos.
Após turnês com participação de diversos músicos, em 2014 a formação do Bianca Gismonti Trio se consolidou, seguindo a linha do trio mais moderno, que interage o tempo todo. Com o baterista Julio Falavigna e o baixista Antonio Porto, o BG Trio excursionou pela Europa e Ásia, difundindo sua música na Inglaterra, Áustria, Espanha, Portugal e Japão. Fez ainda shows no Brasil, Uruguai e Argentina.
Em 2015, como consequência da imensa vivência e identificação musical, Bianca finalizou a produção conjunta do seu segundo disco autoral, Primeiro céu (Fina Flor), e do primeiro DVD, ambos com o trio, enriquecido pelas participações especiais das cantoras Jane Duboc e Paula Santoro, do gaitista José Staneck, do trompetista Jessé Sadoc, do pandeirista Sergio Krakowski e do percussionista africano Djakali Kone.
Em 2016, lançou seu primeiro DVD com o Duo Gisbranco (Gisbranco 10 Anos - Mills Records) e gravou, em Budapeste (Hungria) seu terceiro CD autoral com o BG Trio, Desvelando Mares.
Em 2017, por conta da celebração dos 70 anos de seu pai, Egberto Gismonti, montou o espetáculo "Gismonti 70" com o seu Trio, reunindo composições de diversas épocas da carreira dele, passando por muitas cidades do Brasil, Europa e Ásia. 
Em 2018, lançou o terceiro disco da carreira do Duo Gisbranco (primeiro apenas de canções), Pássaros, com letras do grande músico e poeta Chico César. Também finalizou a mixagem, em Budapeste, do terceiro disco do Trio, Desvelando Mares, lançando digitalmente no mesmo ano e, fisicamente, em tournês, em 2019. Além disso, realizou a gravação do quarto disco do Trio, Gismonti 70, no mesmo estúdio da Hunnia Records, em Budapeste, com o repertório do show em homenagem a seu pai. 
Em 2019, lançou o DVD/CD Egberto encontra Villa, com o Duo Gisbranco e Jaques Morelenbaum, gravado na Sala Cecília Meireles (RJ) apenas com repertório de Villa Lobos e Egberto Gismonti.

## Discografia
- Desvelando Mares (2018/2019)
- Pássaros (2018)
- DVD Gisbranco 10 Anos (2016)
- Primeiro céu (2015)
- Sonhos de Nascimento (2013)
- Flor de abril (2011)
- Duo GisBranco (2008)[4]